# 兴仁镇 (明水县)
兴仁镇，是中华人民共和国黑龙江省绥化市明水县下辖的一个乡镇级行政单位。

## 行政区划
兴仁镇下辖以下地区：
兴仁村、石兴村、石人村、兴泉村、民政村、兴国村、宏胜村和兴发村。